# Wiesław Brudziński
Wiesław Leon Brudziński, ps. Antoni Nurski, IX ; IKS; K. Górzanka; KOW; Oset; P.O. Widza; Polak Mały (duchem); Trzmiel (ur. 20 lutego 1920 w Łodzi, zm. 20 marca 1996) – polski satyryk, aforysta, dziennikarz.

## Życiorys
Był synem farmaceuty Aleksandra Kupke i nauczycielki Pelagii z domu Brudzińskiej. W 1938 Zdał maturę w Gimnazjum im. M. Kopernika w Łodzi. W 1936 debiutował na łamach poznańskiej „Kultury”, publikując felieton satyryczny pt. „A bliźniego swego jak siebie samego...”. Z „Kulturą” współpracował do września 1939, jednocześnie publikując na łamach miesięcznika „Wymiary” (1938–1939), w którym prowadził dział „Trybuna młodych”, a także publikując we „Wróblach na Dachu”. W czerwcu 1938 zamieszkał w Wieluniu.
Podczas II wojny światowej pracował jako pomocnik biurowy, a po jej zakończeniu zamieszkał ponownie w Łodzi. Od marca 1945 pracował jako sekretarz redakcji tygodnika „Szpilki”, a następnie od 1952 jako członek kolegium redakcyjnego. Na łamach czasopisma publikował: satyry, fraszki, prozę humorystyczną, przekłady z niemieckiego (m.in. w 1952 cykl „Miniatury”). Ponadto publikował utwory satyryczne w rubryce „Na marginesie” na łamach „Rzeczypospolitej” (1945), w „Dzienniku Łódzkim” (1945-46) i „Kocyndrze” (1946).
W latach 1946–1949 był redaktorem „Muchy”, w której publikował do 1951. Ponadto współpracował z teatrami satyrycznymi, kabaretami literackimi (m.in. Stańczyk i Szpak), estradą i radiem. W latach 1956–1980 był zastępcą redaktora naczelnego „Szpilek”, w których publikował swoje utwory. W 1946 został członkiem Związku Zawodowego Literatów Polskich.
Został pochowany na cmentarzu komunalnym Północnym w Warszawie (Kwatera: W-XIX-3, Rząd: 2, Grób: 9).

## Publikacje
- Herod i spółka. Szopka polityczna. Warszawa: Wydawnictwo ZG ZMP Dział Oświatowo-Szkoleniowy 1949 (współautor: T. Polanowski)
- Zaczepki. Warszawa: KiW 1949 (satyry)
- Zatrute strzały. Humoreski. Warszawa: KiW 1949
- Dobroczyńca ludzkości. Komedia satyryczna w 3 aktach. Warszawa 1951 (współautor: A. Marianowicz)
- Małe pranie. Warszawa: Czytelnik 1951, s. 88 (humoreski)
- Głos Ameryki. Dom Słowa Polskiego. 1952 (współautor: A. Marianowicz)
- Nie rób na próżniaka! Warszawa: Czytelnik 1953 (opowiadanie satyryczne)
- Po nosie. Warszawa: Czytelnik 1953 (humoreski)
- Humoreski i fraszki. Warszawa: PIW 1955
- Miniatury. Warszawa: Czytelnik 1958
- Zmyślenia. Warszawa: Iskry 1964 (aforyzmy)
- Nowe zmyślenia. Czterysta aforyzmów. Warszawa: Iskry 1967
- Zmyślenia III. Warszawa: Iskry 1973 (aforyzmy)[1].

## Odznaczenia
- Krzyż Kawalerski Orderu Odrodzenia Polski (1961),
- Krzyż Oficerski Orderu Odrodzenia Polski (1976)[1].

## Nagrody
- Nagroda w konkursie Min. Kultury i Sztuki oraz ZLP (1951) za komedię Dobroczyńca ludzkości
- Nagroda jubileuszową dla dziennikarzy (1964),
- Nagroda Polskiego Radia w konkursie na małe formy rozrywkowe (1976)[1].